# Villarvolard
Villarvolard (Velâvolâ  en patois fribourgeois) est une localité et une ancienne commune suisse du canton de Fribourg, située dans la commune de Corbières.

## Géographie
Selon l'Office fédéral de la statistique, l'ancienne commune de Villarvolard mesurait 545 ha. 3,9% de cette superficie correspondait à des surfaces d'habitat ou d'infrastructure, 51,5% à des surfaces agricoles et 44,7% à des surfaces boisées. Elle était limitrophe de Corbières, Cerniat, Villarbeney et Echarlens.

## Démographie
Selon l'Office fédéral de la statistique, l'ancienne commune comptait 268 habitants en 2010. Sa densité de population atteignait 49 hab./km2.
Le graphique suivant résume l'évolution de la population de Villarvolard entre 1850 et 2008 :

## Personnalité liée à la commune
- Catherine Repond, dite Catillon, brûlée comme sorcière en 1731, est la dernière sorcière fribourgeoise à être morte brûlée au bûcher.